# 吉田勝彦
吉田勝彦（よしだ かつひこ、1937年2月14日 - ）は、日本の競馬実況アナウンサー。園田競馬場と姫路競馬場で競馬実況を担当していた。ダート・プロダクション相談役、元弘報館所属。

## 来歴
1937年（昭和12年）2月14日、軍需工場で働く父と専業主婦の母との間に次男として誕生。兵庫県出身。もともとはラジオ声優を志し、高校卒業後、関西芸術アカデミー放送研究科に入学。同アカデミー在学中の1955年に春木競馬場、長居競馬場でアルバイトとして競馬の実況を行い、翌1956年に兵庫県競馬組合の嘱託として場内実況を担当して以来、半世紀に渡って競馬実況を担当していた。
そのほか、サンテレビの『園田・姫路競馬ダイジェスト』、ラジオ関西の『競馬レポート』、地方競馬ナインおよびYouTubeで放送、配信されている『そのだけいばレース展望』にもMCとして出演していた。
2014年5月27日には、『レーストラックアナウンサーとしてのキャリアーの長さ世界最長』（1955年10月1日から2014年5月27日までの58年239日）としてギネス世界記録に認定された。
2019年12月3日、2020年1月9日の園田競馬場での実況をもって64年間にわたる競馬実況から引退することを発表した。展望番組には同年3月末まで出演。

## エピソード

### 馬券を一切買わない主義
自身が実況する園田・姫路の馬券は一切買わない主義である。職務の立場上、馬券を買うことで私情が入りレースの実況に影響が出ることを避けるためである。

### 杉本清との対談
かつて、兵庫県競馬発行の広報誌『Dash』誌上における同学年の杉本との対談で、「もし、兵庫県の騎手がワールドスーパージョッキーズシリーズで総合優勝することがあれば、そのときには私に優勝インタビューをさせてもらえないだろうか」と語っていた。2005年、ついに兵庫（当時。現在はJRAに移籍）の岩田康誠が総合優勝を果たしたが、彼による優勝インタビューは実現しなかった。

### ファンにサインをするファンサービス
レース後の表彰式のときなど、ファンの前に出てくる機会も多く、サインを求められると「私でいいんですか？」と言いつつも応じてくれ（あとのレースの時間が迫っているなど、時間に余裕がない場合をのぞく）、「そのだひめじ 実況ひとすじ 吉田勝彦 20xx年x月x日」と書いてくれる。

### 印象に残る騎手、馬、レース
実況人生の中で出会った印象に残る騎手として岩崎良蔵、石川昇、田中道夫、小牧太、岩田康誠、木村健を挙げている。馬についてはタガミホマレ、レースについてはタガミホマレの現役最後のレースとなった1968年の兵庫大賞典を挙げている。

### その他
- 2005年5月29日にはサンテレビのドキュメント『スペース2005』において主人公として取り上げられた。
- 自身について、標準語を話せずニュースも読めないという理由からアナウンサーではなく競馬の表現者でありたいとしている。
- ラジオ関西『遊児・笑児のおはようさん』内では、長らく「レースダイジェスト」を担当。レース情報の“マクラ”で披露される「吉田劇場」は主婦の涙を誘い、ついには吉田あてにファンレターが届く事態となった。
- 2014年5月27日にはラジオ関西で同一競馬場での実況年数がギネス世界記録に認定された[3]のを記念し、特別番組「我流の競馬実況アナウンサー吉田勝彦」が放送された。
- 山口瞳は自身の著書「草競馬流浪記」の中で吉田について取り上げており、話し方を「映画説明みたいな喋り方」「浜村淳の映画説明の調子」と評している[8]。

## 実況

### 実況の特徴
レース道中の流れを的確に捉えた語り、直線に入るにつれボルテージが上がり、最後は裏返った声でゴールを伝える実況は「吉田節」、「勝彦節」として知られる。遠方から実況を聴きに来るファンもいた。
兵庫県競馬組合に就職した当初は、利国寅雄厩舎の厩務員としても働いた経験がある。そのことで競走馬や騎手の性格や思考を学んだことが実況中にレース展開を予測することに役立っていると述べている。
42歳のときに右目を失明し隻眼となってしまい、それ以降左目だけで実況する練習を行う中で馬や騎手の動作からレース展開を読む技術を習得した。
本人いわく、実況の手法は我流であり、師匠はいないと言う。

### 弟子格・実況体制
弟子格として竹之上次男（2022年1月までダート・プロ所属）がいる。2010年秋以降は荒尾競馬場で実況を担当していたフリーアナウンサーの三宅きみひとが実況陣に加入し、吉田・竹之上との3人体勢で実況をしていた。吉田引退後の2022年1月に竹之上はダート・プロを退社。2023年4月1日付で三宅が取締役社長に就任。吉田は相談役に退いた。
JRAとの指定交流競走（条件交流・ダートグレードとも）での実況は第3回兵庫ゴールドトロフィーを最後に行っておらず、兵庫の重賞競走も歴史の深い競走を中心としていた。2012年9月から始まったナイター競走「そのだ金曜ナイター」についても、当初は竹之上・三宅の二人に任せ、吉田はしばらく実況を担当しなかった。
南関東や金沢競馬場で場内実況を担当した及川暁アナウンサーはデビュー当初吉田のもとで修業を積んでいたが、吉田は及川に対して「常に客人をもてなす心で実況しろ」とだけアドバイスを送ったという。及川の実況も「サトル節」と形容されるが、そのベースは吉田節である。